# بيتش بارك (إلينوي)
بيتش بارك (بالإنجليزية: Beach Park)‏ هي منطقة سكنية تقع في الولايات المتحدة في إلينوي. يقدر عدد سكانها بـ 13,638 نسمة .

## الموقع الجغرافي
الموقع الجغرافي للمناطق المحيطة بهذه النقطة هو كالتالي:

## أعلام
- إريك دارنيل